# Страх пустоты
Horror vacui (с лат. ужас пустоты), также известный как пленизм — философская и физическая концепция, согласно которой «природа не терпит пустоты». Впервые данное положение приписывается Аристотелю, и впоследствии подвергалось критике со стороны атомистов Эпикура и Лукреция. Согласно этому учению, вакуум не может существовать, так как любая возникающая пустота немедленно заполняется окружающей её материальной средой.
Аристотель рассматривал данную проблему также в метафизическом аспекте: поскольку пустота представляет собой ничто, она, следуя за учением Платона, не может считаться реально существующей. Ввиду отсутствия каких-либо свойств она не может быть воспринята чувственно и, следовательно, не обладает своей, одной лишь ей присущей, сущностью. Однако уже в I веке н. э. Герон Александрийский поставил перед собой задачу создания искусственного вакуума, однако его попытки не увенчались успехом.
Вопрос о существовании пустоты и механике жидкостей активно обсуждался в научной среде XVII века, в частности, Т. Гоббсом и Р. Бойлем. В XVIII веке идеи о вакууме обсуждались в трудах И. Ньютона и Г. Лейбница.

## Происхождение
Великий древнегреческий мыслитель, Аристотель, в своей «Физике» (Книга IV, Глава 8) изучает природу пустоты и приходит к выводу, что она не может существовать, поскольку противоречит законам природы. Он рассуждает следующим образом: если бы пустота действительно существовала, как можно было бы определить точку остановки движущегося тела? В полном отсутствии сопротивления тело бесконечно продолжало бы движение, пока не столкнулось бы с силой, превосходящей его импульс.
Философ приводит дополнительные аргументы: пустота, будучи однородной и не оказывая сопротивления, позволила бы движению происходить одновременно во всех направлениях — что нелогично и противоречит нашему опыту. Более того, Аристотель отмечает, что скорость движения зависит от плотности среды: в воздухе тело движется быстрее, чем в воде. В абсолютной пустоте скорость стала бы бесконечной, что также абсурдно.
В итоге он заключает, что пустота — это лишь плод человеческого воображения, несовместимый с законами природы. Её существование разрушило бы гармонию и порядок мироздания, превращая его в хаос.

## Этимология
Пленизм означает «полноту», от латинского plēnum, английского «plenty», родственного через праиндоевропейский корень слову «полный». В древнегреческом термин для пустоты — τὸ κενόν (to kenón).

## История
Эта идея была переформулирована Франсуа Рабле как «Natura abhorret vacuum» в его серии книг под названием «Гаргантюа и Пантагрюэль» в 1530-х годах. В дальнейшем, теория была поддержана и переосмыслена Галилео Галилеем в начале XVII века как «Resistenza del vacuo». Галилей был удивлён тем, что вода не может подняться выше определённого уровня в аспирационной трубке в его всасывающем насосе, что привело его к выводу, что этому явлению существует предел. Рене Декарт предложил пленарную интерпретацию атомизма, чтобы устранить пустоту, которую он считал несовместимой с его концепцией пространства. Теория была отвергнута позднейшими учёными, такими как ученик Галилея Эванджелиста Торричелли, который повторил его эксперимент с ртутью. Блез Паскаль успешно повторил эксперименты Галилея и Торричелли и предвидел, что в принципе можно достичь идеального вакуума. Шотландский философ Томас Карлейль упомянул эксперимент Паскаля в Эдинбургской энциклопедии в статье 1823 года под названием «Паскаль».